# Oldřich Cihelka
Oldřich Cihelka (29. ledna 1881 Praha – 11. června 1958 Praha) byl český akademický malíř, ilustrátor a pedagog. Ve volné tvorbě se zabýval hlavně mytickými, historickými a přírodními náměty. Vzorem mu zpočátku byl především Mikuláš Aleš. Velmi uznávaná byla jeho ilustrátorská činnost: ilustroval knihy, kalendáře, čítanky nebo např. zpěvníky.

## Život
Narodil se jako druhý ze tří synů v domě „U Zlatého lva“ v Kateřinské ulici v Praze na Novém Městě, v rodině obuvníka Vojtěcha Cihelky (1855–1924) a jeho manželky Henriety, rozené Čihákové (1847–1907). Po smrti matky Oldřicha Cihelky se jeho otec podruhé oženil.

### Studia
Pro jeho kariéru bylo rozhodující chlapecké přátelství ze školy u sv. Štěpána s Tomášem Alšem, přes kterého se dostal k jeho otci Mikoláši Alšovi, který jej vedl v jeho mladých letech. Když musel odejít z reálky v Ječné ulici, poradil mu Aleš, aby se přihlásil na Akademii výtvarných umění v Praze. Zde studoval v letech 1897–1903 u profesora Maxmiliána Pirnera.
Po absolvování akademie byl později profesorem kreslení na zemských reálných gymnáziích v Kladně, Pardubicích, Olomouci, Litovli a v Praze. Soukromě vyučoval malbu a jeho žákem byl například Miloslav Řehák.

### Rodinný život
Dne 7. října 1909 se na Královských Vinohradech oženil s Eliškou Ferdinandovou (1882–1972).

## Dílo

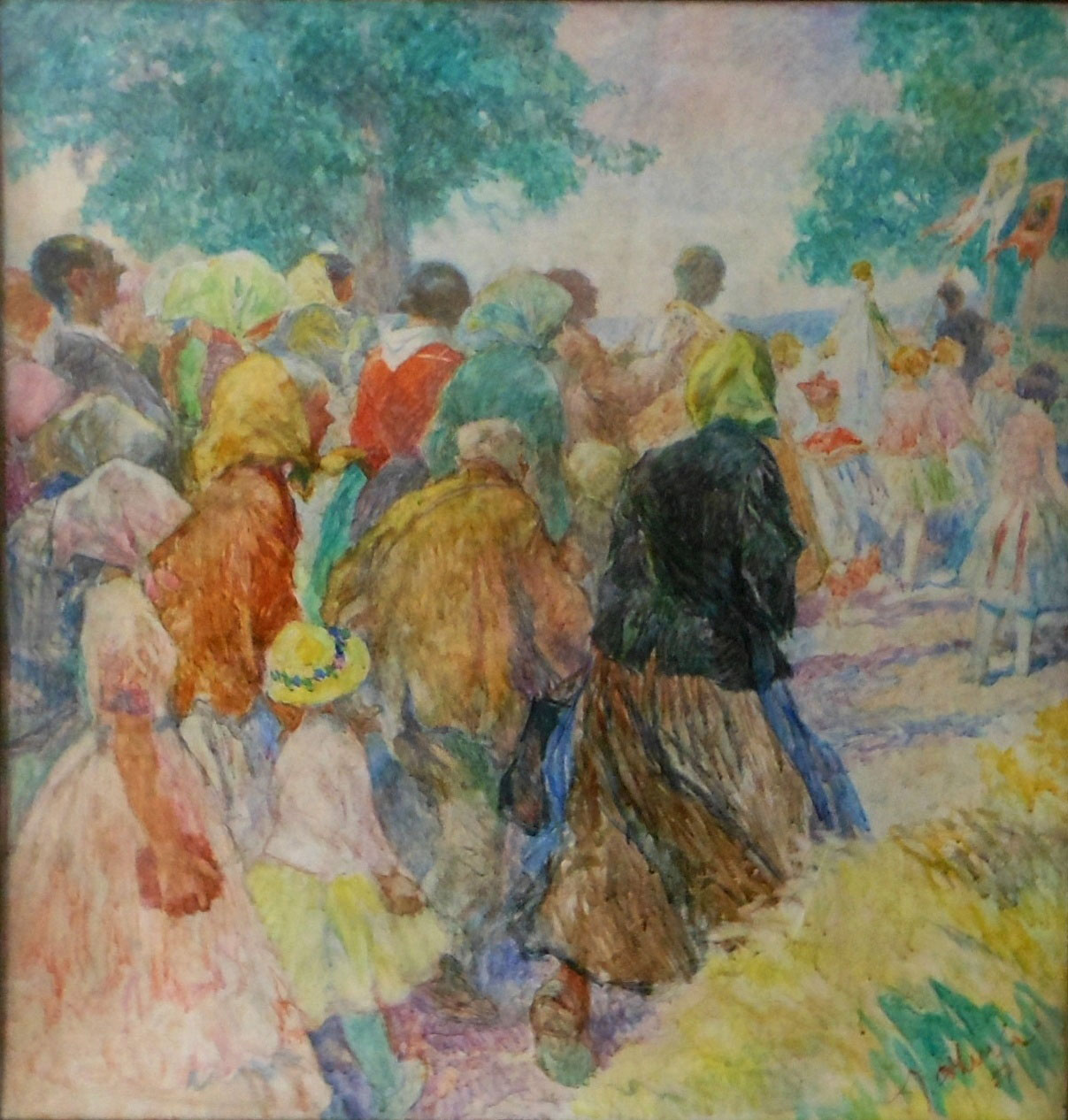
Procesí

Ve volné tvorbě měla jeho díla mytické, historické a přírodní náměty. Měl zájem o práci, život a radosti prostého lidu: s oblibou maloval shromáždění lidí na trzích, na poutích, procesích, polních pracích, v kostele i v hospodě. Jeho svérázná technika „rozplývavé tempery“ mu umožňovala nejen rychlý postup práce, odpovídající jeho temperamentu, ale dávala jeho obrazům nezvyklou měkkost obrysů postav a předmětů, navozovala dojem zvířeného prachu nebo chvějícího se teplého vzduchu, jako v oceňovaném obrazu Kováři.
Vedení profesorem Pirnerem se projevuje i dlouhou dobu po absolvování akademie v obrazech a obrazových cyklech Večer na horách, v poeticky pohádkovém cyklu Meluzíně, v Sudičkách a ve Vodníku a v mnoha melancholií podložených krajinách. Jeho výtvarnickou zálibou byly také koně – zejména v historických scénách, ale také jako pomocníci lidí při práci – např. v obraze Cigáni cestou.
V historické malbě byly u něj oblíbené husitské motivy např. první vystavený obraz Husitská jízda (1903) nebo Bitva u Lučence (1936).

### Ilustrace

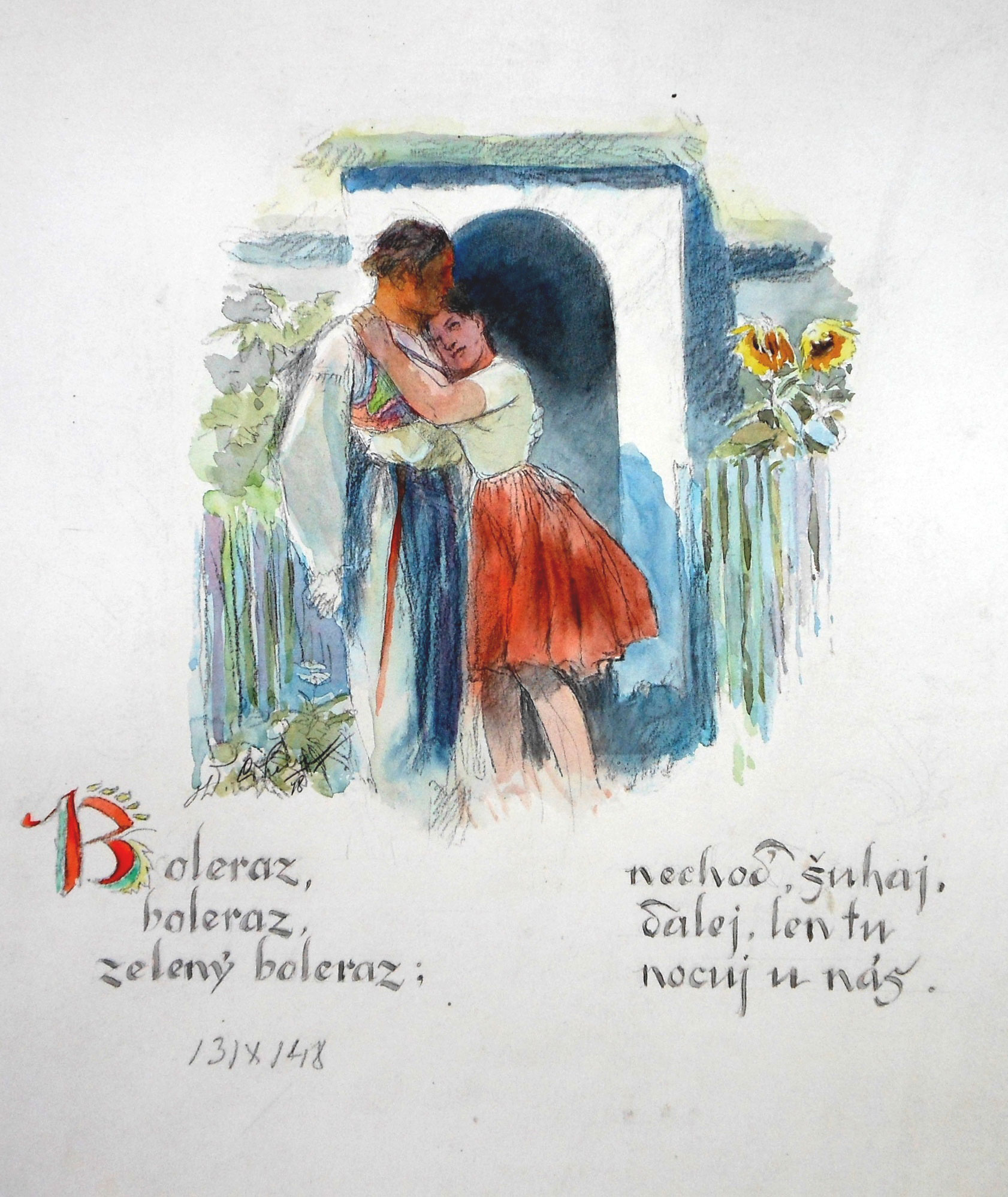
Boleraz

Oldřich Cihelka se kromě volné tvorby věnoval především ilustrátorské činnosti. Byl autorem tisíců akvarelů i kreseb tuší, uhlem i perem. Pro tuto tvorbu byl ve své době velmi uznávaný a jeho kreseb využívala většina nakladatelství včetně školských. Ilustroval více než 100 knih: pro Vilímkovo nakladatelství Hrabě de Monte Christo od Alexandra Dumase, pro nakladatelství Topič Povídky ze starých hradů od K. V. Raise nebo pro nakladatelství Svěcený Malou Doritku, Davida Copperfielda a Příběhy Olivera Twista od Charlese Dickense.
Už prof. Pirner v něm na Akademii poznal schopného ilustrátora, podněcoval jej k této činnosti a za příklad mu dával kresby Josefa a Quido Mánesa nebo Karla Purkyně. Hlavním vzorem mu však zpočátku byl Mikuláš Aleš, i když později stylově soupeřil v knižní ilustraci s Adolfem Kašparem, který byl jeho dlouholetý přítel.
Ilustroval např. pohádky, časopisy a knihy pro děti, kromě toho byl rovněž autorem obrázků z českých dějin pro národní školy. Svými kresbami doprovázel i ve své době populární knihy Amálie Kutinové Gabra a Málinka.

### Výstavy
Již v roce 1903 vystavoval na Jarní výstavě v Rudolfinu. Dále absolvoval řadu samostatných výstav a desítky společných výstav s Jednotou umělců výtvarných, jejímž byl členem. Obzvlášť jsou ceněny obrazy z jeho studijních cest na Slovensko, Podkarpatskou Rus, a Jižních Čech (Třeboň, Bechyně, Staňkov). Obraz V kostele byl v roce 1939 poctěn cenou České akademie věd a umění. Jeho obrazy jsou zastoupeny v soukromých sbírkách v Čechách a ve Francii.
Soubornou výstavu výboru z díla uspořádala Oldřichu Cihelkovi Jednota umělců výtvarných v roce 1951 k dožitým sedmdesátinám.

## Galerie

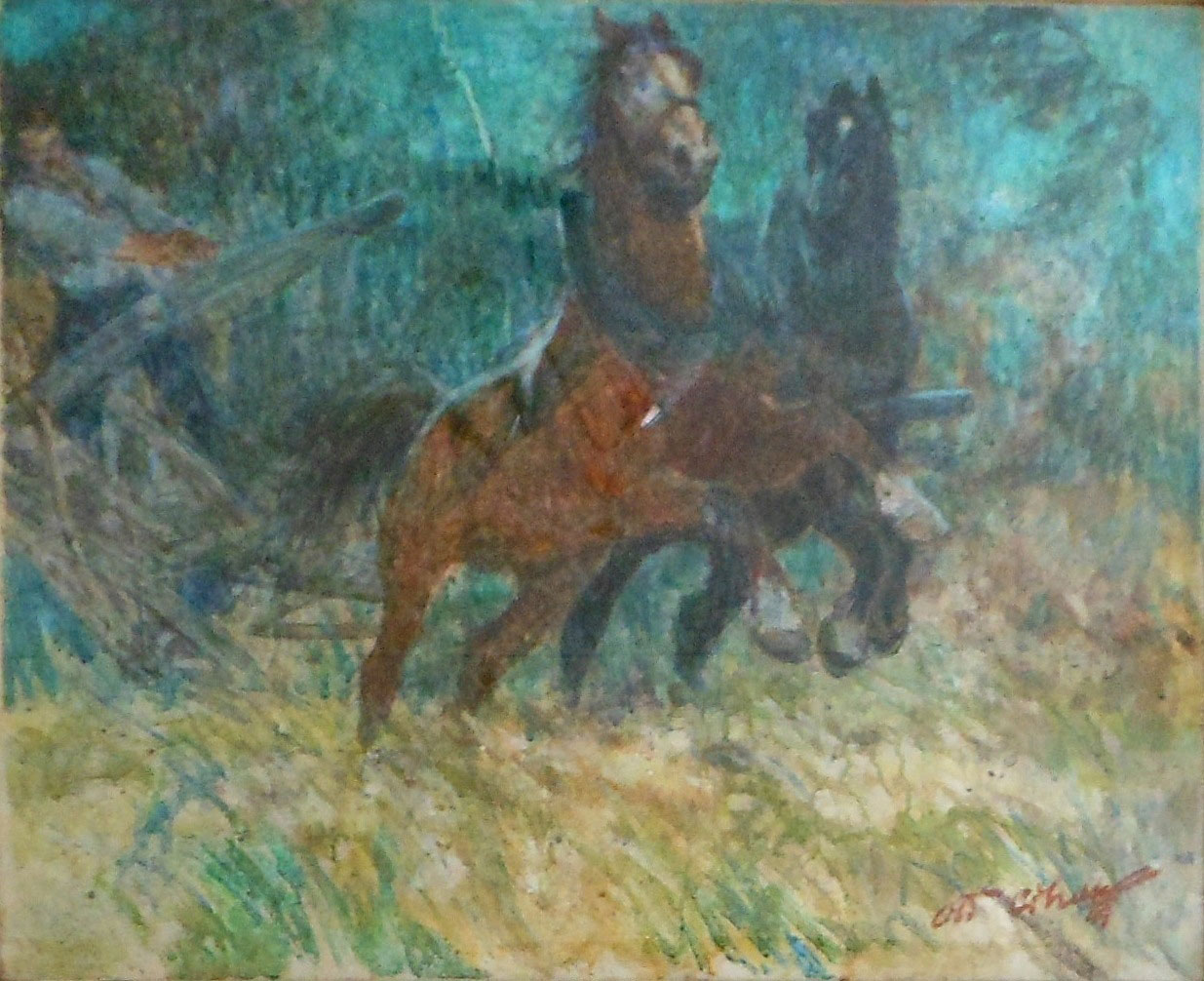
Splašené spřežení
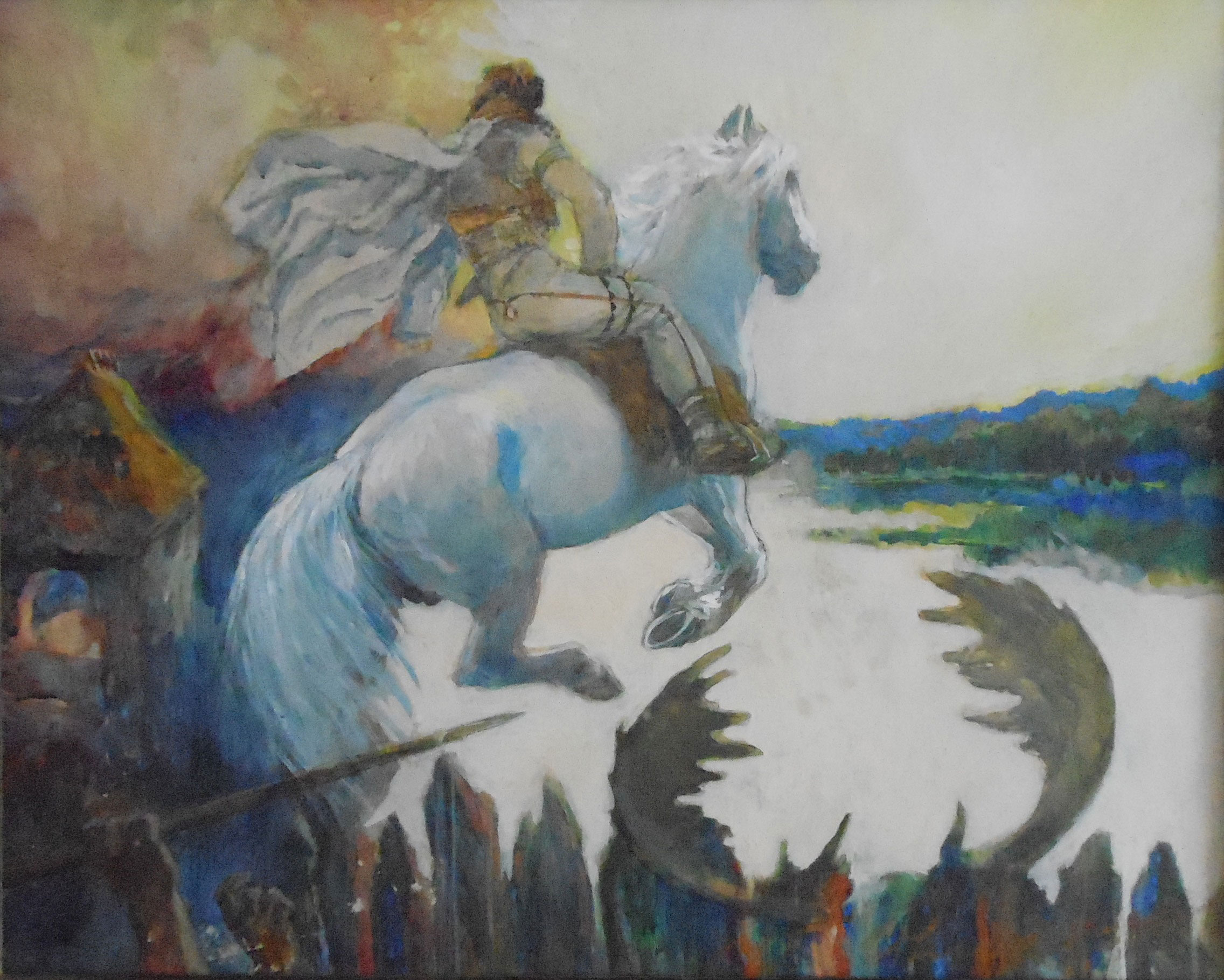
Horymýr
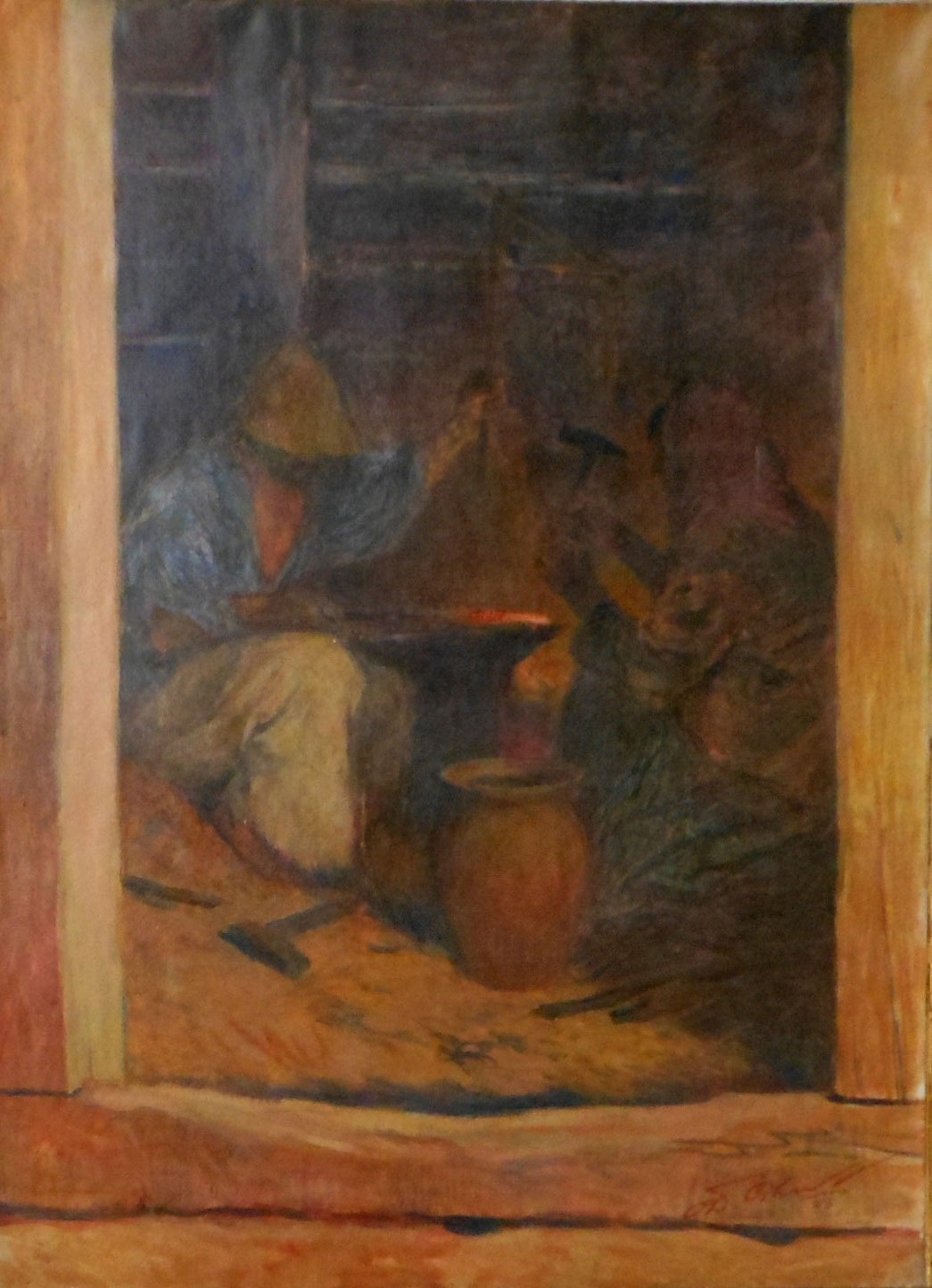
Kováři
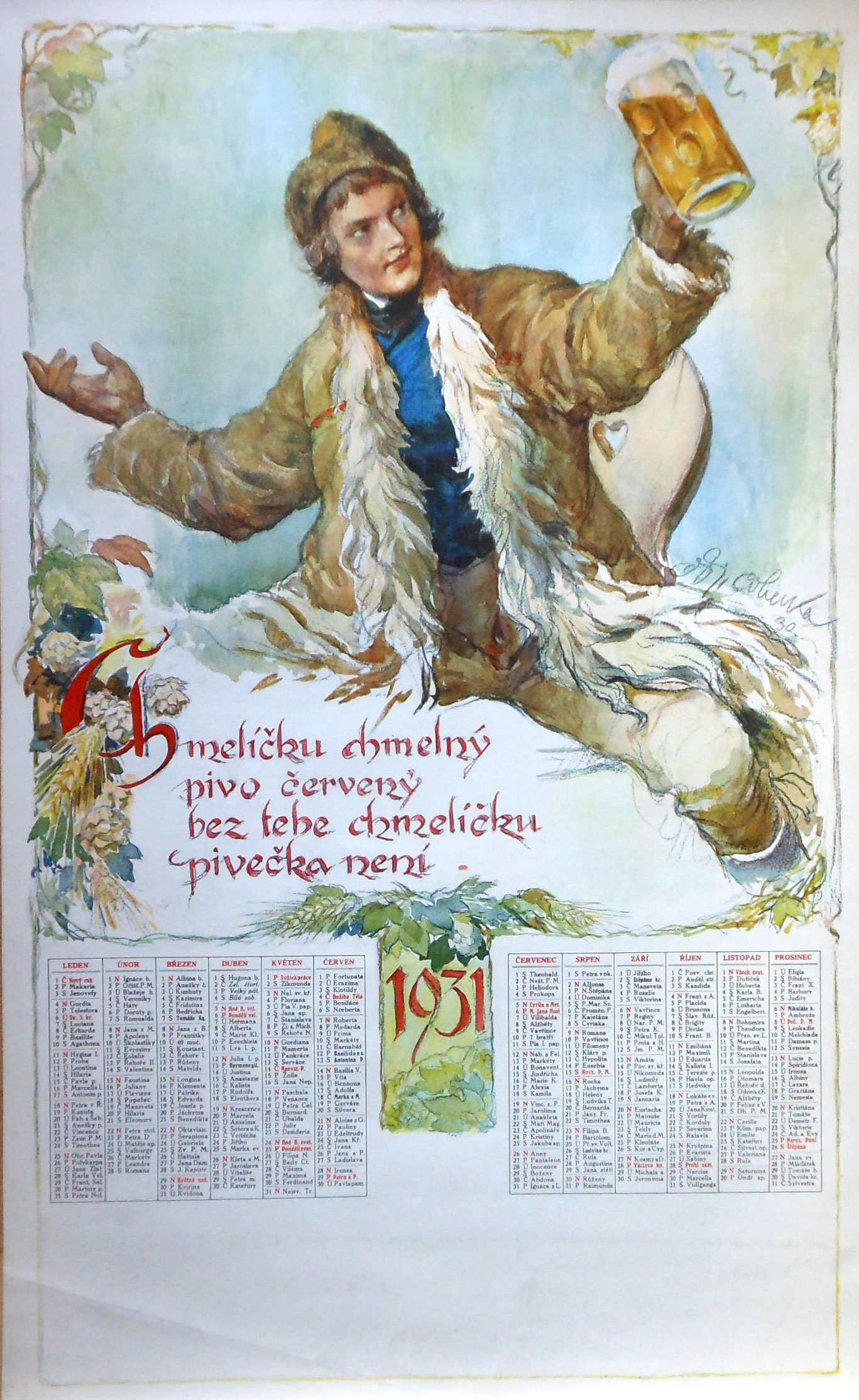
Chmelíčku chmelný
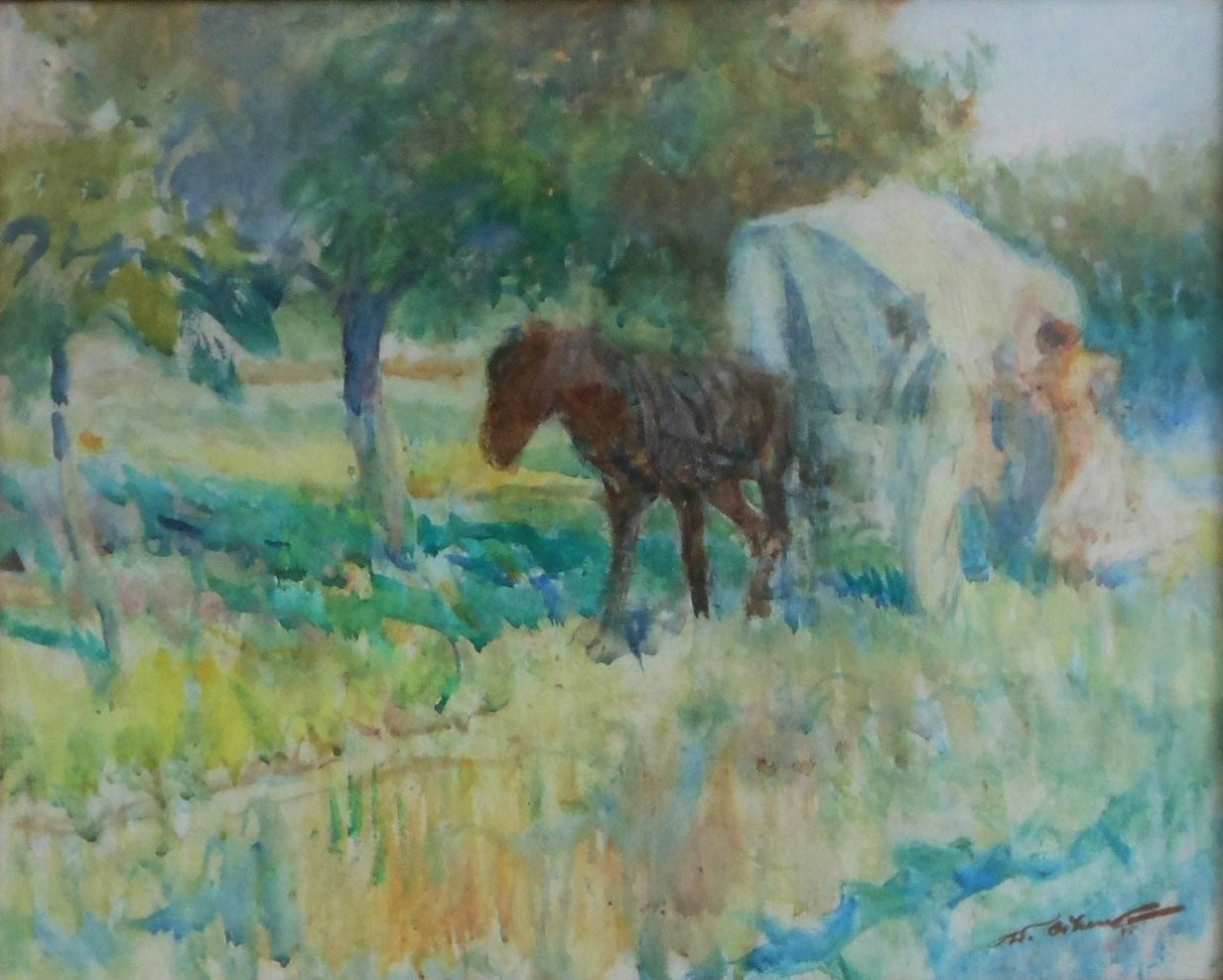
Cigáni cestou